# Frötjärnen, Medelpad
Frötjärnen är en sjö i Sundsvalls kommun i Medelpad och ingår i Ljungans huvudavrinningsområde. Sjön har en area på 0,161 kvadratkilometer och ligger 275,1 meter över havet.

## Delavrinningsområde
Frötjärnen ingår i det delavrinningsområde (690765-155545) som SMHI kallar för Utloppet av Öster-Långedsjön. Medelhöjden är 234 meter över havet och ytan är 9,5 kvadratkilometer. Räknas de 2 avrinningsområdena uppströms in blir den ackumulerade arean 27,81 kvadratkilometer. Linån som avvattnar avrinningsområdet har biflödesordning 3, vilket innebär att vattnet flödar genom totalt 3 vattendrag innan det når havet efter 39 kilometer. Avrinningsområdet består mestadels av skog (83 procent). Avrinningsområdet har 0,65 kvadratkilometer vattenytor vilket ger det en sjöprocent på 6,8 procent.